# 100-mm-Flugabwehrkanone KS-19
Die 100-mm-Flak KS-19 (russ. 100-мм зенитная пушка КС-19) ist eine sowjetische Flugabwehrkanone, welche kurz nach dem Ende des Zweiten Weltkrieges entwickelt und eingeführt wurde.

## Entwicklung
Die Entwicklung fand im Juli 1947 im Werk Nr. 8 unter Führung des Konstrukteurs L. W. Ljuljew ihren Abschluss.

## Produktion
1949 konnte das Werk Nr. 8 die ersten 302 Geschütze ausliefern. Ab 1950 produzierten dann das Werk Nr. 8 zusammen mit dem Werk Nr. 235 bis einschließlich 1955 insgesamt 10.151 dieser Kanonen.

## Einsatz
Die KS-19 war ein Luftabwehrmittel zur Bekämpfung von Luftzielen in mittleren und großen Höhen. Die Besatzung wurde auf der Protze transportiert.
Batterien mit 100-mm-Flak werden selbständig oder im Zusammenwirken mit anderen Luftabwehrmitteln zur Deckung der Truppen während der Gefechtshandlungen, auf dem Marsch und beim Entfalten sowie zur Deckung von wichtigen Objekten vor gegnerischen Luftangriffen eingesetzt.
Das Hauptschießverfahren für die 100-mm-Flak war das batterieweise Schießen mit Kommandogerät. Hierbei werden die ermittelten Werte durch den zentralen Verteilerkasten an die Geschütze übertragen und die automatischen Richtgetriebe jedes Geschützes richten das Rohr ständig nach der Seite und der Höhe auf den ermittelten Vorhaltepunkt. Eine eingespielte Besatzung konnte bis zu 15 Schuss in der Minute abfeuern.
Unter Verwendung des Zielfernrohrs können auch mittels direktem Richten Luft- und Erdziele bekämpft werden.
Für erhöhte Treffergenauigkeit wurde die KS-19 auch oft in Kombination mit der Geschützrichtstation GRS-9 eingesetzt.

## Varianten

### 100-mm-Flugabwehrkanone KS-19 M
Ab 1951 erreichte die modernisierte Version KS-19M die Truppen.

### 100-mm-Flugabwehrkanone KS-19 M2
Ab 1955 die Version KS-19M2 gefertigt. Diese letzte Version erhielt dann auch die NVA.

### Polen
Die KS-19 wurde auch in der VR Polen in Lizenz produziert.

### 100-mm-Flugabwehrkanone Sa'er (Iran)
Zu Beginn der 2000er Jahre begann der Iran, eine automatische Variante der KS-19 namens Sa'er zu bauen.